# Associació de Municipis per la Independència
L'Associació de Municipis per la Independència (AMI) és una organització que agrupa diferents entitats locals per tal de defensar l'assoliment dels drets nacionals de Catalunya amb l'objectiu de promoure l'exercici del dret a l'autodeterminació.
L'entitat fou constituïda oficialment el 14 de desembre de 2011 a Vic.
Des d'aleshores, el nombre de municipis adherits no ha parat de créixer, aplegant setmana darrere setmana dotzenes de municipis, agafant així un pes cada cop més significatiu arreu del territori. La continuïtat del moviment permet connectar Portbou a l'Alt Empordà amb Alcanar al Montsià i Alt Àneu al Pallars Sobirà. Actualment aplega oficialment totes les diputacions provincials (Barcelona, Tarragona, Girona i Lleida), 37 consells comarcals (90,2% del total), 787 municipis catalans (el 83,0% del total), 9 entitats municipals descentralitzades i 1 consorci.

## Història
L'entitat fou fundada el 8 de setembre de 2011 pel ple municipal d'Arenys de Munt, seguint la proposta del batlle de Vic, Josep Maria Vila d'Abadal, de Convergència i Unió (CiU). A Arenys de Munt va tenir el suport del govern municipal (CUP i CiU) i d'ERC, mentre que el PSC s'abstingué i el PP hi votà en contra. El ple municipal de Vic va aprovar la proposta poc després, el 12 de setembre de 2011. Dels partits presents a l'ajuntament vigatà, votaren a favor de la iniciativa: CiU, ERC, CUP, ICV i SI; mentre que el PSC s'abstingué i PxC hi votà en contra.
El projecte sorgí com a resultat de les Consultes sobre la independència de Catalunya, iniciades a Arenys de Munt el 13 de setembre de 2009, i el moviment institucional de declaracions de «municipis moralment exclosos de la Constitució espanyola», el qual arribà a aplegar el 12% dels ajuntaments de la Comunitat Autònoma de Catalunya, iniciat com a reacció a les retallades del Tribunal Constitucional a l'Estatut d'Autonomia democràticament ratificat l'any 2006 pel 35,77% dels electors a Catalunya. Des d'aleshores, els batlles de Vic, Josep M. Vila d'Abadal (UDC), i del Port de la Selva, Josep Maria Cervera (CDC), foren els principals promotors.
L'entitat fou oficialment constituïda a Vic el 14 de desembre de 2011, amb l'aprovació corresponent dels seus estatuts pels alcaldes de 156 municipis que van assistir a la reunió. La seva comissió executiva es va reunir per primer cop el 25 de gener de 2012, en el qual es va marcar el calendari d'actuacions i es va definir l'estratègia que se seguiria en els propers mesos.

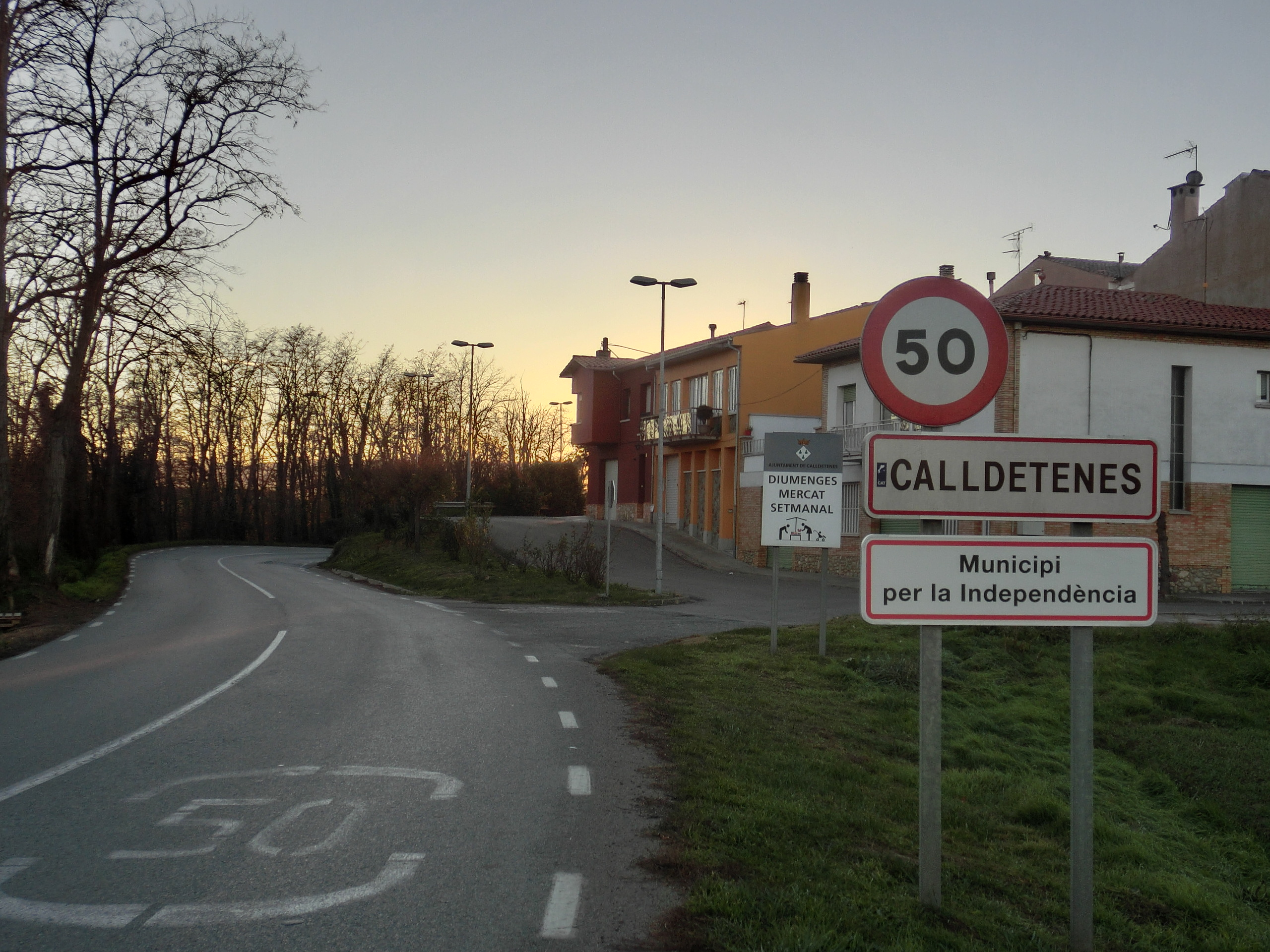
Rètol de Municipi per la Independència a l'entrada al municipi de Calldetenes (Osona).

El 10 de maig de 2012 esclatà la polèmica quan la Conselleria de Territori i Sostenibilitat de la Generalitat de Catalunya envià un requeriment a l'Ajuntament de Vilablareix (el Gironès) perquè retirés «en la major brevetat possible» el rètol de l'entrada del poble que indicava la seva pertinença a l'AMI. Concretament, la conselleria dirigida per Lluís Miquel Recoder argumentava que els suports amb els noms dels pobles era «infraestructura propietat de la Generalitat». En resposta, el batlle municipal David Mascort (ERC) no cedí a les pretensions exigides i sol·licità empara i suport a la resta de municipis de l'AMI, al mateix temps que els esperonava a fer el mateix.
En l'assemblea general del 7 de juliol a Girona s'aprovà incorporar els ens submunicipals a l'AMI: consorcis, entitats municipals descentralitzades, mancomunitats, districtes, etc. També s'acordà donar suport als municipis de poca població davant l'anunciada «Propuesta de Ley Reguladora de las Bases del Régimen Local del Ministerio de Hacienda y Administraciones Públicas» del govern espanyol.
El 10 de juliol de 2012 l'AMI es reuneix oficialment amb Òmnium Cultural, en la qual ambdues acorden que treballaran en la mateixa causa: aconseguir el suport necessari per fer una consulta popular que reflecteixi la voluntat dels catalans d'assolir la independència.
L'11 de setembre de 2012 l'AMI participa en la capçalera de la manifestació independentista convocada per l'ANC, la manifestació "Catalunya, nou estat d'Europa", la qual congrega entre 600.000 (segons el Govern espanyol) i 2 milions de persones (segons els organitzadors).
El juliol de 2015 Carles Puigdemont va substituir Josep Maria Vila d'Abadal com a president de l'AMI.
El 12 de gener de 2016, degut el nomenament de Carles Puigdemont com a President de la Generalitat de Catalunya, el vicepresident de l'entitat Josep Andreu i Domingo el substitueix en funcions.

### Altres pronunciaments locals
D'ençà el 3 de setembre de 2012, amb la declaració de Sant Pere de Torelló i Calldetenes, actualment hi ha un mínim conegut de 197 municipis que ja han pres la iniciativa de conformar municipalment el Territori Català Lliure.
Altres municipis han aprovat mocions a favor del dret a decidir, com per exemple Pineda de Mar, per donar suport a la resolució aprovada al Parlament de Catalunya el 27 de setembre de 2012. També d'altres han decidit penjar l'estelada a l'ajuntament o en un punt visible del municipi.
El PP de l'Hospitalet de Llobregat va voler que el municipi es pronunciés en contra de la independència, però va retirar la proposta davant del bloqueig del PSC que volia que es declarés federalista.
El 29 d'octubre de 2012, el PSC de Palafolls va aprovar una moció amb la intenció de crear l'Associació de Municipis pel Federalisme Republicà, amb l'objectiu d'establir un Estat Federal, conformat per 5 estats federats (Espanya, Portugal, Galícia, Euskadi i Catalunya) amb capital a Toledo.

## Entitats locals adherides
(∗) = Amb moció d'adhesió encara no oficialment registrada.
| El Consell Comarcal de l'Alt Camp i tots els municipis excepte: - Milà, el - Querol - Vallmoll El Consell Comarcal de l'Alt Empordà i tots els municipis excepte: - Cabanelles - Mollet de Peralada - Ordis - Riumors - Sant Miquel de Fluvià - Santa Llogaia d'Àlguema - Torroella de Fluvià - Vilamalla El Consell Comarcal de l'Alt Penedès i tots els municipis excepte: - Gelida - Mediona - Pontons El Consell Comarcal de l'Alt Urgell i tots els municipis excepte: - Bassella - Cabó - Cava - Josa i Tuixén - Valls d'Aguilar, les - Vansa i Fórnols, la - Vall de Boí, la El Consell Comarcal de l'Anoia i tots els municipis excepte: - Bellprat - Cabrera d'Anoia - Calonge de Segarra - Montmaneu - Òdena - Pujalt - Rubió - Santa Margarida de Montbui - Santa Maria de Miralles - Vilanova del Camí | El Consell Comarcal del Bages i tots els municipis excepte : - Aguilar de Segarra - Castellfollit del Boix - Castellgalí - Castellnou de Bages - Mura - Pont de Vilomara i Rocafort, el El Consell Comarcal del Baix Camp i tots els municipis excepte: - Argentera, l' - Cambrils - Duesaigües - Febró, la - Mont-roig del Camp - Vandellòs i l'Hospitalet de l'Infant El Consell Comarcal del Baix Ebre i tots els municipis excepte: - Alfara de Carles - Tivenys El Consell Comarcal del Baix Empordà i tots els municipis excepte: - Foixà - Fontanilles - Garrigoles - Serra de Daró - Ullà - Ultramort - Vall-llobrega Tots els municipis excepte: - Abrera - Cervelló - Cornellà de Llobregat - Esparreguera - Esplugues de Llobregat - Gavà - Pallejà - Prat de Llobregat, el - Sant Andreu de la Barca - Sant Boi de Llobregat - Sant Feliu de Llobregat - Sant Joan Despí - Vallirana - Viladecans | El Consell Comarcal del Baix Penedès i els municipis: - Bisbal del Penedès, la - Bonastre - Calafell - Llorenç del Penedès - Masllorenç - Sant Jaume dels Domenys El Consell Comarcal del Berguedà i tots els municipis excepte: - Nou de Berguedà, la - Quar, la El Consell Comarcal de la Cerdanya i tots els 17 municipis. El Consell Comarcal de la Conca de Barberà i tots els municipis excepte: - Pontils - Savallà del Comtat - Vallfogona de Riucorb - Vilanova de Prades El Consell Comarcal del Garraf i tots els municipis excepte: - Olivella El Consell Comarcal de les Garrigues i tots els municipis. El Consell Comarcal de la Garrotxa i tots els municipis excepte: - Sales de Llierca El Consell Comarcal del Gironès i tots els municipis excepte: - Bordils - Medinyà El Consell Comarcal del Maresme i tots els municipis excepte: - Mataró - Palafolls - Pineda de Mar | Tots els municipis excepte: - Sant Quirze Safaja El Consell Comarcal del Montsià i tots els municipis excepte: - Freginals - Godall - Mas de Barberans El Consell Comarcal de La Noguera i tots els 30 municipis. El Consell Comarcal d'Osona i tots els 50 municipis. El Consell Comarcal del Pallars Jussà i tots els municipis excepte: - Abella de la Conca - Senterada - Talarn El Consell Comarcal del Pallars Sobirà i tots els municipis excepte: - Baix Pallars - Espot - Farrera - Tírvia - Vall de Cardós El Consell Comarcal del Pla de l'Estany i tots els 11 municipis. El Consell Comarcal del Pla d'Urgell i tots els 16 municipis. El Consell Comarcal del Priorat i tots els municipis excepte: - Lloar, el | El Consell Comarcal de la Ribera d'Ebre i tots els municipis excepte: - Ascó El Consell Comarcal del Ripollès i tots els 19 municipis. El Consell Comarcal de la Segarra i tots els municipis excepte: - Montoliu de Segarra - Sant Ramon - Talavera El Consell Comarcal del Segrià i tots els municipis excepte: - Albatàrrec - Alfarràs - Gimenells i el Pla de la Font - Lleida - Massalcoreig - Montoliu de Lleida El Consell Comarcal de la Selva i tots els municipis excepte: - Blanes - Lloret de Mar El Consell Comarcal del Solsonès i tots els municipis excepte: - Lladurs - Molsosa, la El Consell Comarcal del Tarragonès i tots els municipis excepte: - Canonja, la - Perafort - Renau - Roda de Berà - Salou - Tarragona - Vespella de Gaià - Vila-seca | El Consell Comarcal de la Terra Alta i tots els municipis excepte: - Caseres - Vilalba dels Arcs El Consell Comarcal de l'Urgell i tots els municipis excepte: - Belianes - Ossó de Sió - Sant Martí de Riucorb - Vallbona de les Monges - Vilagrassa El Consell Comarcal del Vallès Occidental i tots els municipis excepte: - Badia del Vallès - Barberà del Vallès - Castellar del Vallès - Montcada i Reixac - Palau-solità i Plegamans - Polinyà - Ripollet - Rubí - Sabadell - Santa Perpètua de Mogoda - Terrassa El Consell Comarcal del Vallès Oriental i tots els municipis excepte: - Canovelles - Granollers - Llagosta, la - Lliçà d'Amunt - Mollet del Vallès - Montornès del Vallès - Parets del Vallès - Santa Maria de Martorelles - Bellaterra - Estartit, l' - Jesús - Muntells, els - Picamoixons - Sant Martí de Torroella - Sant Miquel de Balenyà - Sorpe - Valldoreix - Consorci del Lluçanès - Diputació de Lleida - Diputació de Girona - Diputació de Barcelona - Diputació de Tarragona |

## Estadístiques
| Província | Pobl. Adherida | Pobl. Total | % Pobl. | Mun. Adherits | Mun. Totals | % Mun. |
| --------- | -------------- | ----------- | ------- | ------------- | ----------- | ------ |
| Barcelona | 1.861.650      | 5.529.099   | 33,7%   | 249           | 311         | 80,1%  |
| Girona    | 666.970        | 756.810     | 88,1%   | 202           | 222         | 91,0%  |
| Lleida    | 276.175        | 442.308     | 62,4%   | 190           | 231         | 82,3%  |
| Tarragona | 487.998        | 811.401     | 60,1%   | 146           | 184         | 79,3%  |
| Catalunya | 3.292.793      | 7.539.618   | 43,7%   | 787           | 948         | 83,0%  |

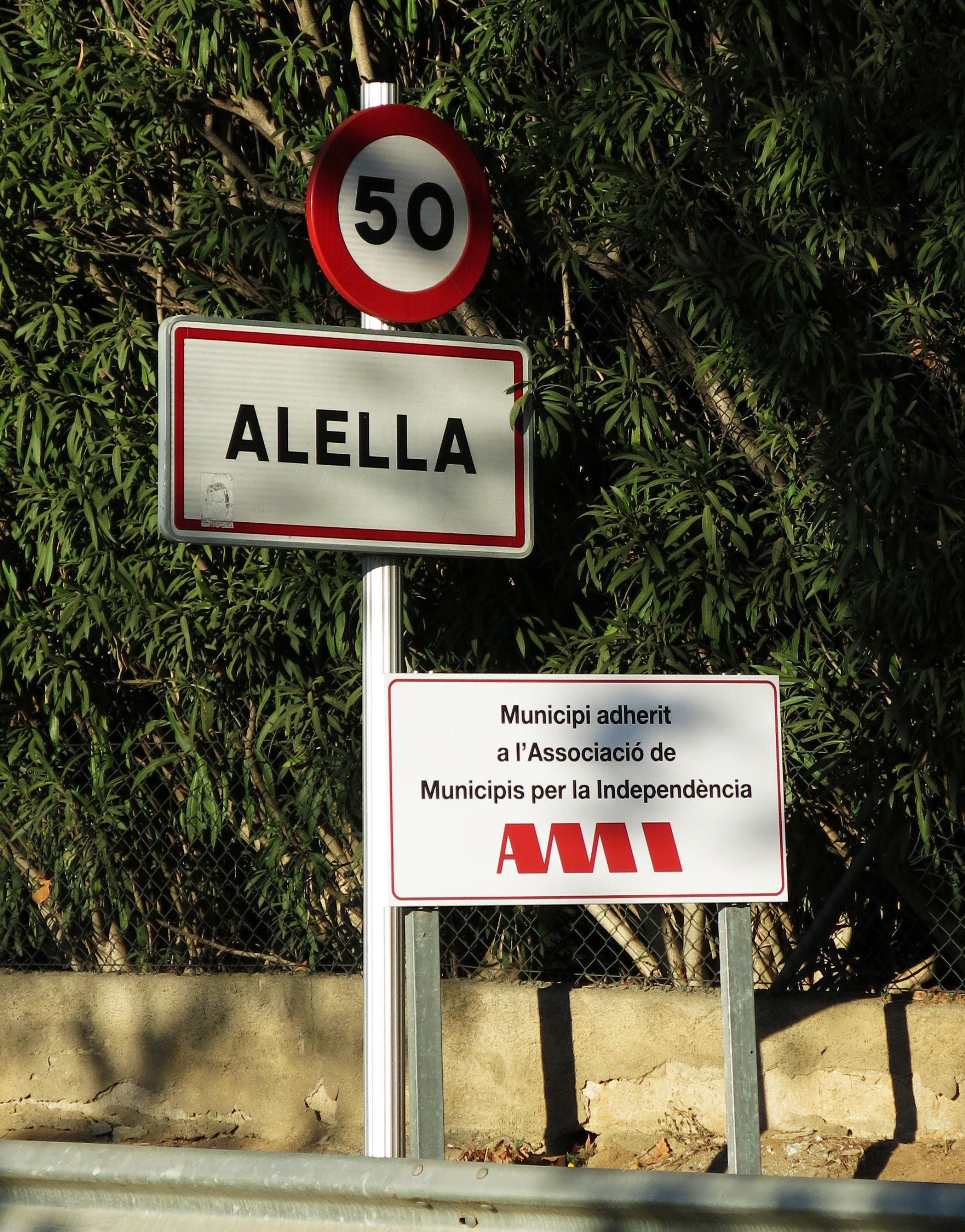
Entrada d'Alella (Maresme) amb un cartell anunciant la pertinença a l'AMI

A data de 22 d'octubre del 2012 formava part de l'AMI el 63,8% del territori (20.348,21 km2).

## Galeria

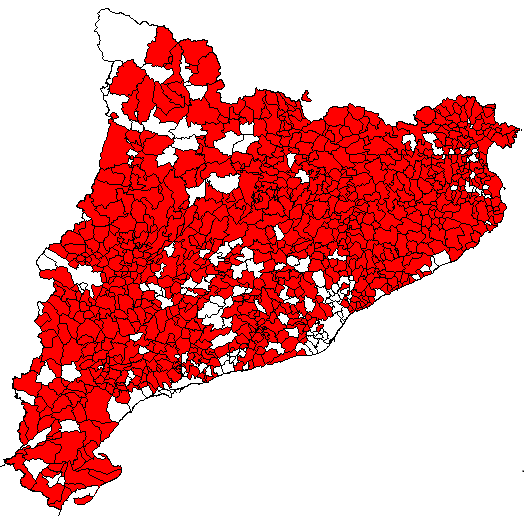
Municipis adherits (24/9/2016)
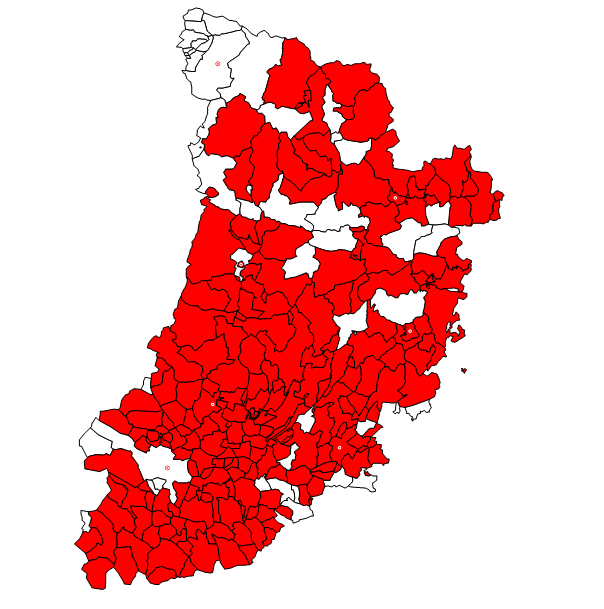
Demarcació de Lleida (24/9/2016)
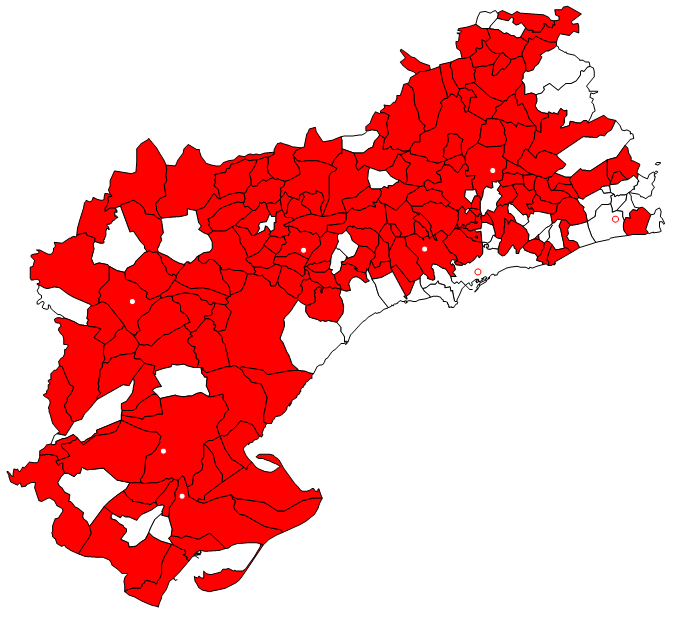
Demarcació de Tarragona (24/9/2016)
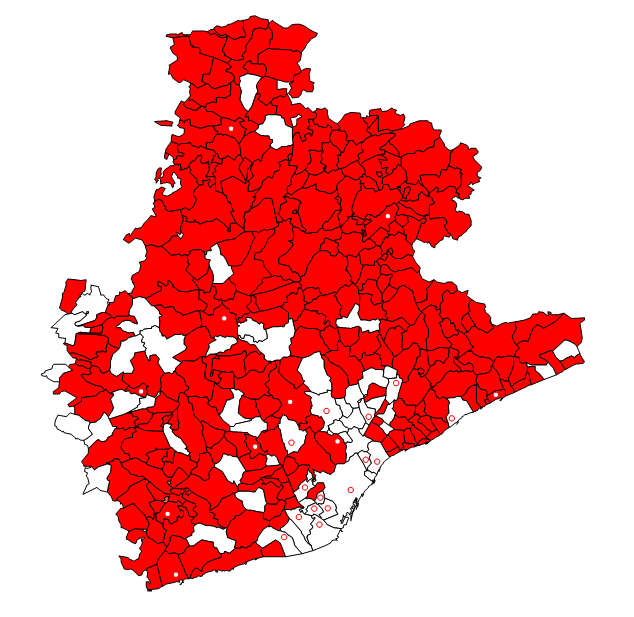
Demarcació de Barcelona (24/9/2016)
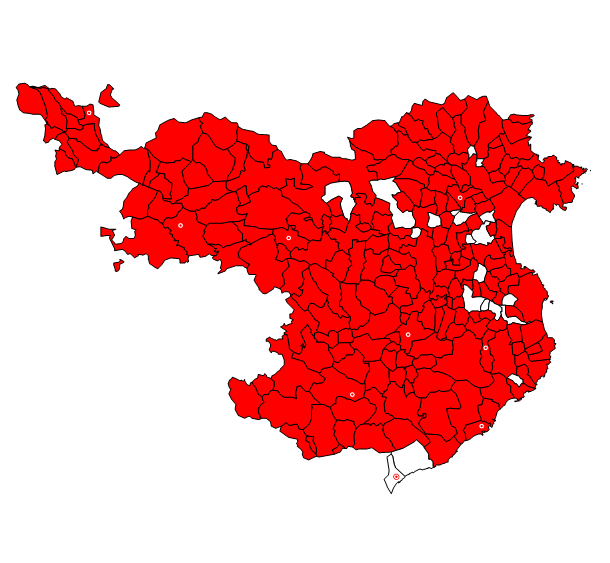
Demarcació de Girona (24/9/2016)
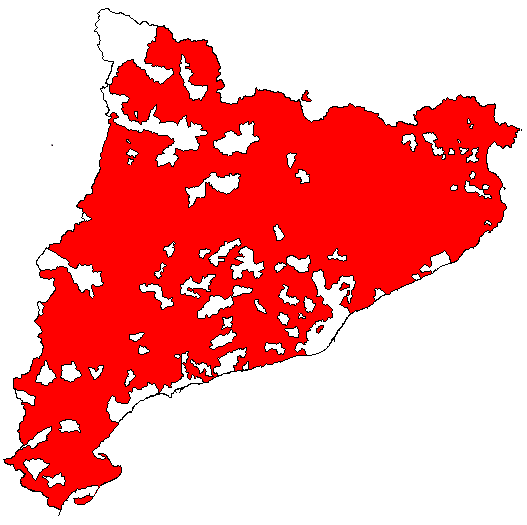
Territori per adhesions (24/9/2016)
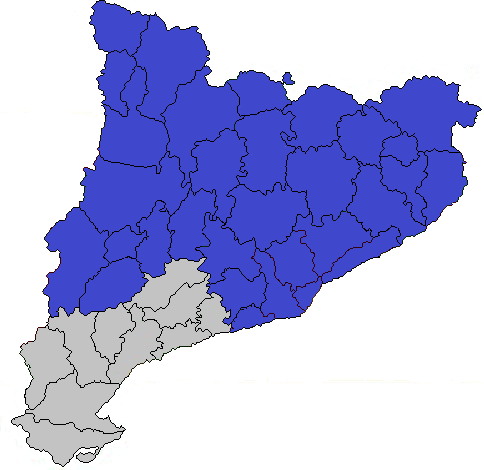
Diputacions adherides (17/9/2017)
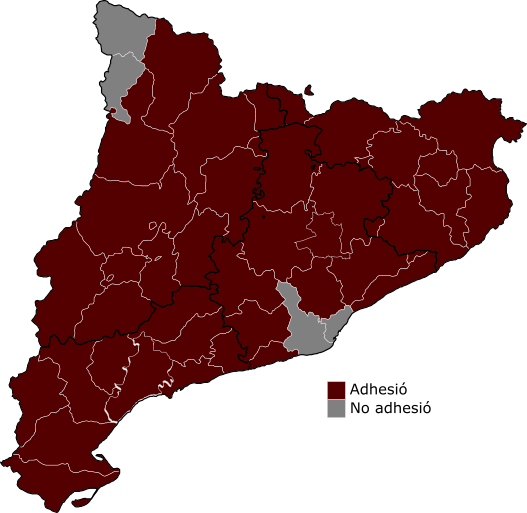
Consells Comarcals adherits (17/9/2017)
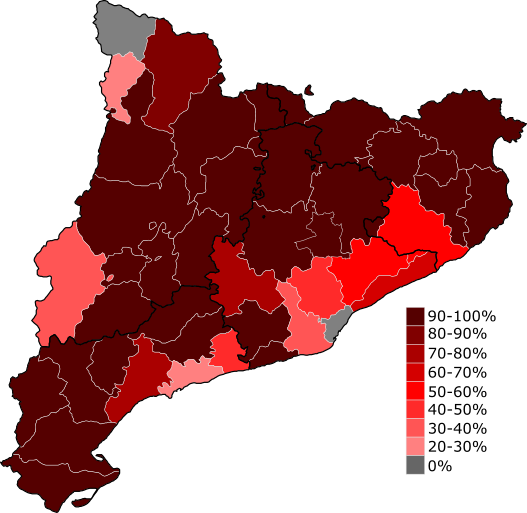
Percentatges de població adherida per comarca (20/2/2017)
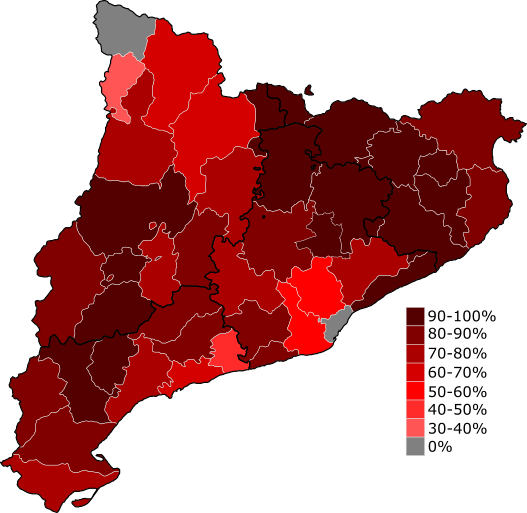
Percentatges de municipis adherits per comarca (20/2/2017)